# ارک (خوسف)
ارک یک روستا در ایران است که در شهرستان خوسف واقع شده‌است. ارک ۱۴۰ نفر جمعیت دارد.